# Renminbi
Renminbi (forkortelse: RMB; forenklet kinesisk: 人民币; traditionelt kinesisk: 人民幣; pinyin:  rénmínbì ?; bogstaveligt "folkets valuta eller folkets mønt"; valutasymbol: 元; Valutakode: CNY) er valutaen i Folkerepublikken Kina.
Selve grundenheden af renminbi er yuan (kinesisk: 元), som deles op i 10 jiao (kinesisk: 角), der igen er opdelt i 10 fen (kinesisk: 分). Den største enhed er 100 yuan. og den mindste er 1 fen.
Renminbi blev sat i omløb lige før den kommunistiske overtagelse i 1949. En af det nye styres første opgaver var at få en ende på hyperinflationen, som havde plaget Kina siden slutningen af Kuomintangperioden.
I årene med planøkonomi blev vekselkursen på renminbi sat urealistisk højt i forhold til vestlige landes valuta, og der blev indført strenge regler for omveksling. Renminbis kurs styres af den kinesiske centralbank, og prisen på Renmibi devalueres hyppigt så den altid er svækket overfor dollaren. Dette sker for at det for udenlandske handelspartnere bliver billigere at handle i Kina, da den udenlandske valuta nu kan købe mere i landet for samme mængde penge.[kilde mangler]